# بلبل أسود التاج
بلبل أسود التاج (الاسم العلمي: Pycnonotus melanicterus) (بالإنجليزية: Black-crested Bulbul)‏ هو نوع من الطيور يتبع جنس البلبل من الفصيلة البلابل.